# 인장시험
인장시험(tension test)는 만능 재료 시험기를 이용하여 인장 강도, 항복점, 연신율, 단면 수축율 등을 측정할 수 있다. 한국산업규격에 따르면 1호에서 14호까지 각 형상 및 치수 등이 규정되어 있다.

## 같이 보기
- 응력-변형도 선도